# Bokota
Els bokota, també anomenats bogotá o bugleres, són un grup ètnic amerindi de Panamà. viuen a la Província de Bocas del Toro i al nord de la província de Veraguas, a la mateixa regió que els naso o teribe.
Segons el cens panamenc de 2000 hi havia 993 bokota vivint a Panamà. Són el grup ètnic més petit de Panamà i viuen a la zona occidental del país.

## Cultura
Es dediquen a la ramaderia, la pesca i la caça. Encara utilitzen armes com arcs, fletxes i llances o xarxes de pesca. Els homes usen camises de manta-sucia, mentre que les dones es vesteixen similar al guaymís. Porten collarets, pintura facial negra i vermella, i pintes brillants. Fan barrets de fibres vegetals, motxilles, cistelles i vestits diaris anomenats cobo. Viuen en cases rodones sobre xanques. Són monògams i sovint s'han casat amb membres de l'ètnia guaymú. Encara hi ha famílies bokota de sang pura. Es mantenen moltes cerimònies tradicionals incloent la cerimònia dels llampecs, que impedeix que el llamp caiguin a les cases.

## Llengua
Parlen el bogota, també anomenat buglere, que és una de les llengües txibtxa.